# Mother Goose Land
Mother Goose Land es un corto de animación estadounidense de 1933, de la serie de Betty Boop. Fue producido por los estudios Fleischer y distribuido por Paramount Pictures. En él aparecen Betty Boop y Mother Goose.

## Argumento
Betty Boop lee un libro de historias de Mother Goose antes de dormirse. De repente aparece esta y se lleva a Betty en su escoba hasta un lugar, la tierra de Mamá Oca (en inglés: Mother Goose Land), lleno de sorprendentes personajes.

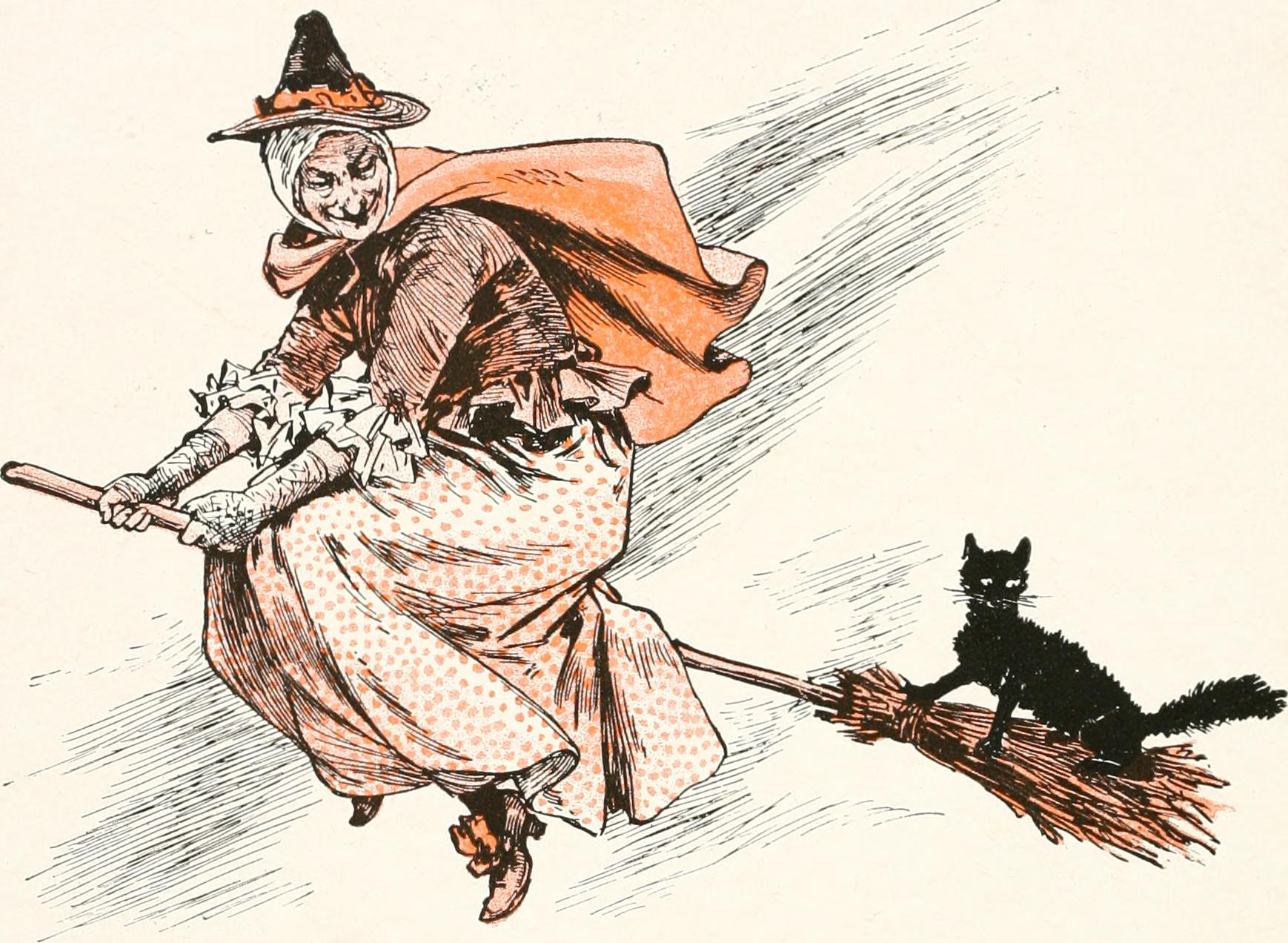
Mother Goose (1899)

## Producción
Mother Goose Land es la décima séptima entrega de la serie de Betty Boop y fue estrenada el 23 de junio de 1933.

## Disponibilidad en video
Este corto aparece en la recopilación de 1989 en VHS: Betty Boop and Her Gang Volume 7 (reedición coloreada en 1972).